# هيئة الحكومة الرقمية
هيئة الحكومة الرقمية هي هيئة حكومية سعودية أنشئت بقرار مجلس الوزراء بتاريخ 9 مارس 2021 الموافق 25 رجب 1442هـ. تختص بكل ما يتعلق بالحكومة الرقمية في المملكة، وتطوير وتنظيم البنية الرقمية للجهات الحكومية ورفع كفاءة المواقع والبوابات الإلكترونية، فضلاً عن تنظيم أعمال الحكومة الرقمية، وذلك ضمن مساعيها لتحقيق مستهدفات رؤية السعودية 2030.

## الأهداف
تهدف الهيئة إلى إثراء تجربة العميل عن طريق تحسين تجربة التعامل مع الخدمات الحكومية لتكون رقمية واستباقية، وكذلك رفع كفاءة العمل الحكومي عن طريق تبني نماذج فعالة ومبتكرة للتحول الرقمي في مجالات متنوعة كالصحة الرقمية والتعليم عن بعد والاقتصاد الرقمي وغيرها، وأيضًا زيادة الإنتاجية وتطويع الاستخدام الأمثل للموارد والاستثمارات التقنية الحكومية وتبني التقنيات الحديثة وتطوير القدرات الرقمية والمواهب.

## الاختصاصات
المشاركة في إعداد الاستراتيجية الوطنية للحكومة الرقمية والإشراف على تنفيذها بعد الاعتماد، وإقرار السياسات المتعلقة بأنشطة الهيئة والخطط والبرامج اللازمة لتنفيذها، ووضع المعايير الفنية لنماذج التحول الرقمي الحكومي ومتابعة الالتزام بها. تنظيم أعمال ومنصات وشبكات الخدمات الحكومية الرقمية، وحوكمة أعمال السحابة الحكومية الرقمية والسحابات ذات العلاقة بها.

## برنامج الحكومة الشاملة
في01 يونيو 2022 م، أَطلقَتْ هيئة الحكومة الرقمية «برنامج الحكومة الشاملة»؛ والذي يهدف إلى تقديم خدْمات رقمية متكاملة للقطاع الحكومي في المملكة، وتشجيع استخدام البنية التحتية والتطبيقات المشتركة، إضافة إلى رفع مستوى مشاركة البيانات بين الجهات الحكومية، وتحقيق التكامل بينها، بغرض تمكين وتسريع التحول الحكومي الرقمي المستدام، وتقديم خدمات حكومية رقمية أكثر كفاءةً وفعاليةً، بالمواءمة مع التوجهات الإستراتيجية للحكومة الرقمية.

## وحدة التحول الرقمي
هي أحد البرامج الأساسية المحققة لرؤية السعودية 2030 والتي تقدم الخبرة والإشراف عبر التعاون المشترك مع الجهات الحكومية والخاصة؛ والتي تعمل على التنمية الاقتصادية المستدامة التي تعتمد على تعزيز قيم ومفاهيم الابتكار والاستثمار في المواهب الشابة، لتسريع التحول الرقمي من خلال التوجيه الاستراتيجي من أجل رفع مؤشر المملكة عالميًا كأعلى الدول المتطورة رقمية.

## التوجهات الإستراتيجية
- وضع المملكة ضمن أفضل عشر حكومات رقمية رائدة على مستوى العالم.
- اعتماد التقنيات الرقمية المتقدمة في الجهات الحكومية لتحسين الإجراءات وطريقة تقديم الخدمات.
- توفير خدمات تتمحور حول المستفيد لتحسين مستوى الرضى.[6]

## وصلات خارجية
- الموقع الرسمي